# Паневропейски транспортен коридор X
Транспортен европейски коридор X e постановен през 1997 г. на Конференцията на министрите на транспорта в Европа в Хелзинки. Мултимодалният транспортен маршрут преминава от северозапад на югоизток и съединява Австрия, Словения, Хърватия, Сърбия, Северна Македония и Унгария с Гърция и България. Основната ос преминава през Залцбург – Любляна – Загреб – Белград – Ниш – Скопие – Велес – Солун, с разклонения:
- Xa: Грац – Марибор – Загреб;
- Xb: Будапеща – Нови Сад – Белград;
- Xc: Ниш – София – Димитровград – Истанбул (по коридор ІV);
- Xd: Велес – Битоля – Флорина – по Виа Игнация до Игуменица.

Коридорът включва около 2528 km железопътни линии, 2300 km шосета, дванайсет летища и четири морски и речни пристанища. През 2010 г. Европейската банка за възстановяване и развитие отпуска заеми за подобряването на инфраструктурата по Коридор Х.